# Motore FIAT 100
I motori Fiat "serie 100" sono stati dei motori a 4 tempi alimentati a benzina dotati di 4 cilindri in linea verticali con distribuzione a catena su un albero a camme montato nel basamento e ad aste e bilancieri con testa in lega di alluminio a 8 valvole, albero motore a 3 supporti, con disposizione trasversale anteriore o longitudinale posteriore prodotti dalla casa automobilistica italiana FIAT a Mirafiori e poi a Bielsko-Biała dal 1955 al 2000. Fu gradualmente sostituito dal FIRE a partire dal 1985.

## Storia

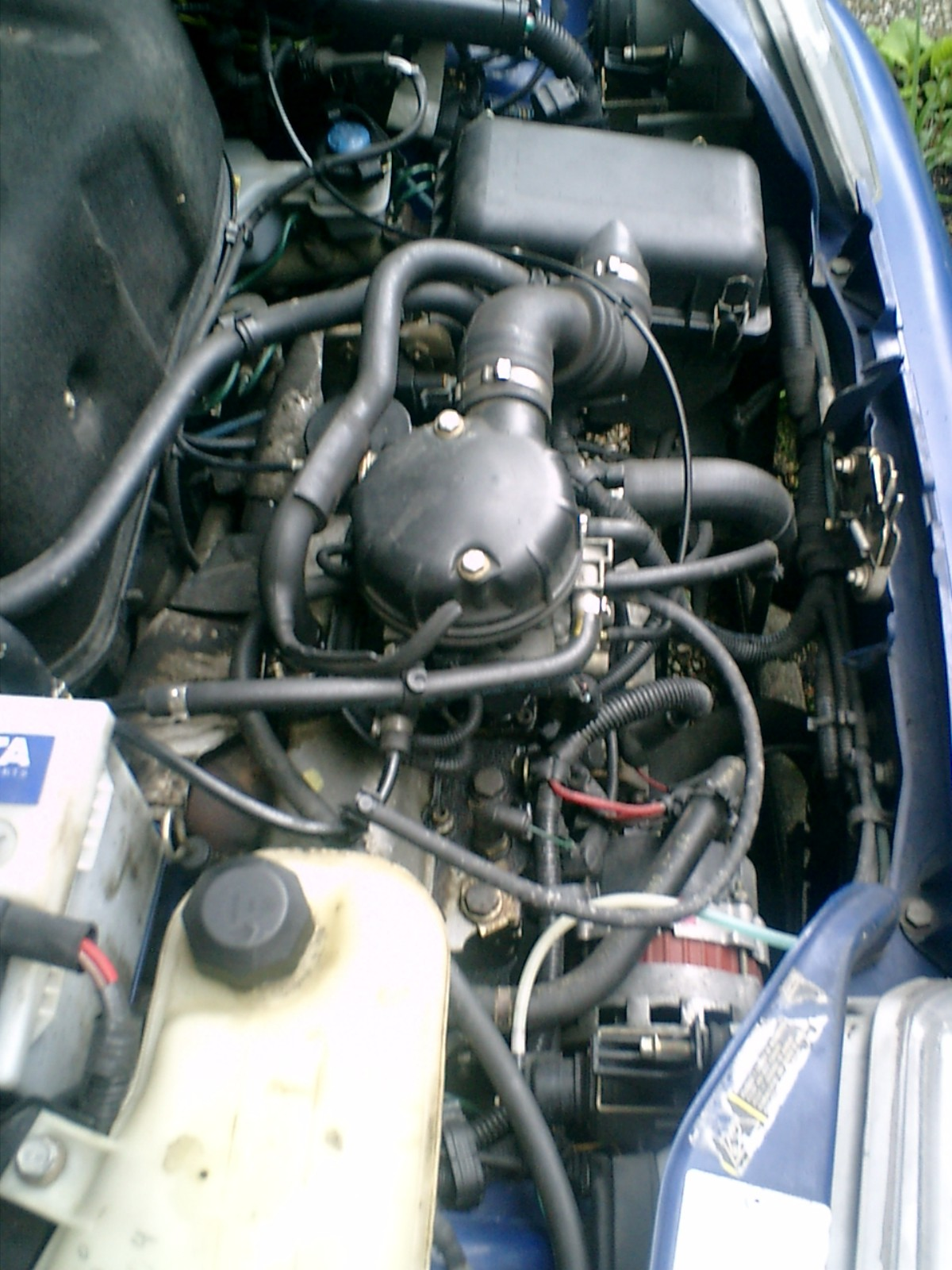
Motore 899 cm³ di una FIAT Cinquecento, ultima evoluzione del FIAT 100

La Fiat 600, prima utilitaria italiana del dopoguerra presentata nel 1955, era dotata di questo nuovo motore da 633 cm³ disegnato dagli uomini di Dante Giacosa in quattro mesi, dopo che il precedente progetto di un motore raffreddato ad aria si era rivelato troppo in anticipo sui tempi. Il propulsore era ispirato alle esperienze precedenti fatte sul motore della 1100 e introduceva rispetto all'unità della Topolino il basamento monoblocco in unica fusione anziché in quattro pezzi, le valvole in testa anziché laterali (peraltro già introdotte sulla 500B del 1949), la circolazione dell'acqua forzata mediante pompa anziché per moto convettivo (a “termosifone”) e il collettore di aspirazione integrato nella testa. Fu proprio quest'ultima caratteristica che ne decretò forzatamente la fine della produzione nei primi anni 2000 per l'impossibilità di adottare l'iniezione multipoint, necessaria per l'adeguamento alle normative Euro 3, senza progettare una testa completamente nuova.
Nato come motore a disposizione posteriore e longitudinale, seppe evolversi per quarant'anni diventando un propulsore per moderne vetture a trazione anteriore, disposto trasversalmente, con cilindrata via via accresciuta sino a 1050 cm³ e potenze che salirono dai 21 CV originari ai 70 della A112 Abarth. I primi modelli erano alimentati da carburatore mentre l'iniezione, solo di tipo single point, compare nel 1992, con l'obbligo della catalizzazione.
La versione da 767 cm³ (motore 100D) è stata usata sulla 600D e sulle Fiat 800 e 770 prodotte in Argentina, quella da 843 cm³ a rotazione invertita sulle 850, 133 e all'estero sulle Panda 34, quella da 903 cm³ sulla 850 Sport, sull'850T, 900T/E e in versione rivista anche su 127, A112, Panda 45, Uno 45, Koral e Cinquecento. Una versione da 965 cm³ è stata usata negli anni ottanta dalla A112 e sulla Panda 4x4 prima serie, mentre la versione più spinta da 1050 cm³ e 70 CV sarà esclusiva caratteristica della A112 Abarth. L'ultima versione vede una riduzione di cilindrata da 903 a 899 cm³ (in quanto in Germania le vetture con cilindrata superiore ai 900 pagavano tasse leggermente più elevate) e l'arrivo di catalizzatore, tendicatena e punterie idrauliche in luogo delle precedenti meccaniche da registrare periodicamente. Il nuovo modello è a iniezione e rispetta le normative Euro 1 prima ed Euro 2 dopo, venendo montato dal 1992 al 2000 su Panda, Cinquecento e Seicento, per poi essere rimpiazzato definitivamente dal FIRE.
Un motore multifunzionale, prodotto in Italia, Argentina, Spagna, Polonia e Jugoslavia, adattato a vetture con schema “tutto dietro” o “tutto avanti”, a veicoli commerciali e vetture sportive. Ha avuto addirittura applicazione per gruppi elettrogeni di avanguardia a biogas. Inoltre è stato utilizzato nei Rally, nelle gare turismo e in salita, come motorizzazione di approccio per generazioni di piloti, sino alla formula Panda Monza degli anni 80. Una sua versione è stata usata anche come motore motociclistico sulla Shifty 900, una motocicletta che montava la versione 903 da 45 CV della Fiat 127, prodotta in circa 70 esemplari dal costruttore Ugo Grandis di Padova negli anni tra il 1977 e il 1982. È stata realizzata anche una versione marinizzata. Fu inoltre utilizzato, nella versione da 903 cm³, come base del cogeneratore ideato dal Centro Ricerche Fiat nel 1973, il TOTEM.

## Lista dei principali motori Serie 100
- 633 cm³ 21,5-22-24,5 CV (Fiat 600 1955-1960)
- 767 cm³ 29 CV (Fiat 600D, Fiat 600T, Fiat 770 (Argentina) e SEAT 800)
- 769 cm³ 34 CV (Fiat Panda 750 Young e altre fine anni 80)
- 843 cm³ 34 CV (Fiat 850, Fiat 133, Fiat Panda 34 e SEAT Marbella)
- 903 cm³ 34 CV (Fiat 850T/familiare e Fiat 900T/E)
- 899 cm³ 39 CV (Fiat Panda, Fiat Cinquecento e Fiat Seicento)
- 843 cm³ 47 CV (Fiat 850 Coupé e Special)
- 843 cm³ 49 CV (Fiat 850 Spider)
- 903 cm³ 52 CV (Fiat 850 Sport Spider e 850 Sport Coupé)
- 903 cm³ 47 CV (Fiat 127 prima serie e Autobianchi A112)
- 903 cm³ 45 CV (Fiat 127 seconda e terza serie, Fiat Panda, Fiat Uno, SEAT Marbella, Seat Fura, Seat Ibiza Junior e Zastava Yugo/Innocenti Koral)
- 965 cm³ 48 CV (Autobianchi A112 Elite ed Elegant e Fiat Panda 4x4 1ª serie)
- 982 cm³ 58 CV (Autobianchi A112 Abarth e Fiat 600 Abarth 1000)
- 1050 cm³ 70 CV (Autobianchi A112 Abarth)

## Veicoli motorizzati in ordine di apparizione
- Fiat/SEAT 600 (1955)
- Fiat 600 Multipla (1955)
- Fiat 600T (1961)
- SEAT 800 (1964)
- Fiat 850 (1964)
- Fiat 850 Coupé e Spider (1965)
- Fiat 850T (1965)
- Fiat 770 Coupé Vignale (1968)
- Fiat 850 Special (1968)
- Fiat 850 Sport Coupé e Sport Spider(1968)
- Autobianchi A112 (1969)
- Fiat/SEAT 127 (1971)
- Fiat/SEAT 133 (1974)
- Fiat 900T (1976)
- Fiat Fiorino (1977)
- Zastava Yugo (1980)
- Fiat/SEAT Panda (1980)
- Fiat Uno (1983)
- SEAT Marbella (1986)
- SEAT Ibiza Junior (1986)
- Fiat Cinquecento (1992)
- Fiat Seicento (1998)